# Echinocoryne
Echinocoryne é um género botânico pertencente à família Asteraceae.
É composto por 6 espécies descritas e  aceites.

## Taxonomia
O género foi descrito por Harold E. Robinson e publicado em Proceedings of the Biological Society of Washington 100(3): 586. 1987. A espécie-tipo é Vernonia holosericea Mart.

## Espécies
- Echinocoryne echinocephala (H.Rob.) H.Rob.
- Echinocoryne holosericea (Mart.) H.Rob.
- Echinocoryne pungens (Gardner) H.Rob.
- Echinocoryne schwenkiaefolia (Mart. ex Mart.) H.Rob.
- Echinocoryne stricta (Gardner) H.Rob.
- Echinocoryne subulata (Baker) H.Rob.